# المقاضيب (الشعر)

تعديل مصدري - تعديل

المقاضيب محلة تابعة لقرية ذى هرم، التابعة لعزلة القابل الاعلى بمديرية الشعر إحدى مديريات محافظة إب في الجمهورية اليمنية، بلغ تعداد سكانها 29 حسب تعداد اليمن لعام 2004.